# Анци-Половский, Лазарь Яковлевич
Ла́зарь Я́ковлевич Анци-Поло́вский (28 января 1896 — 30 января 1968) — советский кинорежиссёр, сценарист и актёр, заслуженный деятель искусств РСФСР (1959).

## Биография
В 1922 году окончил Петроградский фотокинотехникум и до 1927 года работал как актёр кино. Затем ассистент режиссёра, режиссёр.
 С 1934 года работал на Ленинградской студии научно-популярных фильмов. Является автором сценариев большинства своих картин.
Заслуженный деятель искусств РСФСР (3 июня 1959).
Жил и работал в Ленинграде. Скончался 30 января 1968 года.

## Фильмография

### Актёр
- 1922 — Доля ты русская, долюшка женская — Пантелеймон
- 1922 — Чудотворец — Приказчик[3]
- 1925 — Палачи — Старший мастер

### Режиссёр
- 1930 — Конец живых машин
- 1932 — Враг у порога[3]
- 1935 — Семь барьеров (совм. с П. Клушанцевым)
- 1936 — Борьба за Киев[4]
- 1937 — Неустрашимые (совм. с П. Клушанцевым)
- 1938 — Если завтра война (совм. с Е. Дзиганом, Г. Березко, Н. Кармазинским)[5][6]
- 1952 — Живой пример
- 1957 — У рояля Глинки
- 1961 — Художник театра
- 1963 — Необычайный репортаж о полупроводниках
- 1965 — Баллада о Марсовом поле[7]
- 1966 — Песни в пути